# Маклауд, Мердо (футболист)
Ме́рдо Де́йвидсон Макла́уд (англ. Murdo Davidson MacLeod; род. 24 сентября 1958, Глазго, Шотландия) — шотландский футболист, выступавший на позиции полузащитника. Известен по выступлениям за «Селтик», «Боруссию» и сборную Шотландии. Участник чемпионата мира 1990 года.

## Клубная карьера
Маклауд начал свою профессиональную карьеру в клубе «Дамбартон». В сезоне 1975/76 он дебютировал за команду в шотландской Премьер-лиге. За три сезона Мердо стал одним из ключевых игроков клуба. В 1978 году он перешёл в «Селтик». Сумма трансфера составила 100 тыс. фунтов. С новой командой Маклауд пять раз стал чемпионом Шотландии, дважды завоевал Кубок Шотландии и стал обладателем Кубка лиги. Его гол в поединке дерби старой фирмы был выбран болельщиками голом столетия в 2000 году. За 9 сезонов в составе «кельтов» Мардо провёл около 300 матчей и забил 55 голов.
В 1987 году у него закончился контракт и он перешёл в немецкую «Боруссию» из Дортмунда. За четыре сезона в составе дортмундцев Мардо провёл более 100 матчей и помог команде завоевать Кубок и Суперкубок Германии. В 1990 году Маклауд вернулся на родину, подписав соглашение с клубом «Хиберниан». В составе новой команды он во второй раз стал обладателем Кубка лиги. В 1993 году Мердо вернулся в родной «Дамбартон», в качестве играющего тренера. Команду он тренировал и выступал за неё на протяжении двух сезонов. Сезон 1995/1996 Маклауд провёл в «Партик Тисл» в том же качестве, но сыграв всего в одной встрече. После вылета команды Мердо перешёл в «Селтик» ассистентом главного тренера.

## Международная карьера
В 1985 году в матче, сыгранном в рамках кубка Роуза против сборной Англии, Маклауд дебютировал за сборную Шотландии. Выступая в том же турнире четыре года спустя он забил свой первый гол за национальную команду в ворота чилийской сборной. В 1990 году он попал в заявку национальной команды на Чемпионат мира в Италии. На турнире Мердо сыграл в матчах против сборных Бразилии и Швеции.
| Матчи Мердо Маклауда за сборную Шотландии | Матчи Мердо Маклауда за сборную Шотландии | Матчи Мердо Маклауда за сборную Шотландии | Матчи Мердо Маклауда за сборную Шотландии | Матчи Мердо Маклауда за сборную Шотландии | Матчи Мердо Маклауда за сборную Шотландии | Матчи Мердо Маклауда за сборную Шотландии |
| ----------------------------------------- | ----------------------------------------- | ----------------------------------------- | ----------------------------------------- | ----------------------------------------- | ----------------------------------------- | ----------------------------------------- |
| №                                         | Дата                                      | Оппонент                                  | Счёт                                      | Голы Маклауда                             | Соревнование                              |                                           |
| 1                                         | 25 мая 1985                               | Англия                                    | 1:0                                       | —                                         | Кубок Роуза                               |                                           |
| 2                                         | 15 октября 1986                           | Ирландия                                  | 0:0                                       | —                                         | Отборочный матч ЧЕ—1988                   |                                           |
| 3                                         | 12 ноября 1986                            | Люксембург                                | 3:0                                       | —                                         | Отборочный матч ЧЕ—1988                   |                                           |
| 4                                         | 23 мая 1987                               | Англия                                    | 0:0                                       | —                                         | Кубок Роуза                               |                                           |
| 5                                         | 26 мая 1987                               | Бразилия                                  | 0:2                                       | —                                         | Кубок Роуза                               |                                           |
| 6                                         | 17 мая 1988                               | Колумбия                                  | 0:0                                       | —                                         | Кубок Роуза                               |                                           |
| 7                                         | 21 мая 1988                               | Англия                                    | 0:1                                       | —                                         | Кубок Роуза                               |                                           |
| 8                                         | 22 декабря 1988                           | Италия                                    | 0:2                                       | —                                         | Товарищеский матч                         |                                           |
| 9                                         | 30 мая 1989                               | Чили                                      | 2:0                                       | 1                                         | Кубок Роуза                               |                                           |
| 10                                        | 6 сентября 1989                           | Югославия                                 | 1:3                                       | —                                         | Отборочный матч ЧМ—1990                   |                                           |
| 11                                        | 11 октября 1989                           | Франция                                   | 0:3                                       | —                                         | Отборочный матч ЧМ—1990                   |                                           |
| 12                                        | 15 ноября 1989                            | Норвегия                                  | 1:1                                       | —                                         | Отборочный матч ЧМ—1990                   |                                           |
| 13                                        | 28 марта 1990                             | Аргентина                                 | 1:0                                       | —                                         | Товарищеский матч                         |                                           |
| 14                                        | 25 апреля 1990                            | ГДР                                       | 0:1                                       | —                                         | Товарищеский матч                         |                                           |
| 15                                        | 19 мая 1990                               | Польша                                    | 1:1                                       | —                                         | Товарищеский матч                         |                                           |
| 16                                        | 16 июня 1990                              | Швеция                                    | 2:1                                       | —                                         | Чемпионат мира—1990                       |                                           |
| 17                                        | 20 июня 1990                              | Бразилия                                  | 0:1                                       | —                                         | Чемпионат мира—1990                       |                                           |
| 18                                        | 12 сентября 1990                          | Румыния                                   | 2:1                                       | —                                         | Отборочный матч ЧЕ—1992                   |                                           |
| 19                                        | 17 октября 1990                           | Швейцария                                 | 2:1                                       | —                                         | Отборочный матч ЧЕ—1992                   |                                           |
| 20                                        | 6 февраля 1991                            | СССР                                      | 0:1                                       | —                                         | Товарищеский матч                         |                                           |

Итого: 20 матчей, 1 гол; 7 побед, 5 ничьих, 8 поражений.

## Достижения
Командные
 «Селтик»
- Чемпионат Шотландии по футболу — 1978/1979
- Чемпионат Шотландии по футболу — 1980/1981
- Чемпионат Шотландии по футболу — 1981/1982
- Чемпионат Шотландии по футболу — 1985/1986
- Обладатель Кубка Шотландии — 1980
- Обладатель Кубка Шотландии — 1985
- Обладатель Кубка шотландской лиги — 1983

 «Боруссия» (Дортмунд)
- Обладатель Кубка ФРГ — 1989
- Обладатель Суперкубка ФРГ — 1989

 «Хиберниан»
- Обладатель Кубка шотландской лиги — 1991